# 索尔涅奇内村委员会
索尔涅奇内村委员会（俄语：Солнечный сельсовет）是俄罗斯联邦阿穆尔州斯科沃罗季诺区所属的一个村委员会。其下辖有4个居民点，行政中心为索尔涅奇内。据2016年统计，该村委员会的人口为1241人。